# Марусяк, Олег Романович
Олег Романович Марусяк (укр. Олег Романович Марусяк; род. 24 сентября 1968 года, Черновцы) — украинский частный предприниматель, политик.
Народный депутат Украины IX созыва.

## Биография
Образование высшее.
Марусяк является владельцем фирмы «Каретный двор», которая специализируется на ремонте автомобилей.
Он работает генеральным директором частного предприятия «Гаразд» (предоставляет услуги строительной спецтехники).

## Политическая деятельность
Кандидат в народные депутаты от партии «Слуга народа» на парламентских выборах 2019 года, № 52 в списке. На время выборов: директор частного предприятия «Гаразд», беспартийный. Проживает в городе Калуш Ивано-Франковской области.
Член Комитета Верховной Рады по вопросам финансов, налоговой и таможенной политики, председатель подкомитета по вопросам организации и налогообложения игорного бизнеса.
Член Украинской части Парламентской ассамблеи Украины и Республики Польша.